# Meucci Originals
Meucci Originals Inc. ist ein US-amerikanisches Unternehmen zur Herstellung von Billardqueues.

## Gründung
Gegründet wurde das Unternehmen von Bob Meucci aus Glenview (Illinois) am 24. März 1975. Bis Mitte der 1960er Jahre fertigte Bob nur wenige Queues und experimentierte mit neuen Bauformen. Zu diesem Zweck gründete er damals „B.M.C. Cues“ in Glenview. 1968 hatte er die Leitung der Queue-Abteilung bei der „National Chalk Co.“ inne. Ein Jahr später zog „National Chalk Co.“ nach Georgia, worauf sich Bob entschied, in Chicago zu bleiben. Während dieser Zeit half er anderen Queue-Herstellern, wie z. B. WICO, die die ersten Rohlinge für Gus Szamboti fertigten. Er fand schnell Anerkennung als talentierter und kreativer Queuemacher. In den frühen siebziger Jahren stellte Bob Queues für andere Produzenten in Memphis (Tennessee) her, bevor er dann 1975 sein eigenes Unternehmen gründete.
Von 1975 bis 1998 war Meucci in Olive Branch, Mississippi ansässig, bevor er seine Produktionsstätte 1998 nach Sledge (Mississippi) verlagerte, wo sie sich bis heute befindet. Das Unternehmen ist zu einer der erfolgreichsten und bekanntesten Marken in der Queue-Industrie geworden.

## Sonstiges
Bob Meucci war einer der ersten Queuemacher, der die Leidenschaft von Sammlern voraussah und war ebenso einer der ersten, der limitierte Auflagen seiner Queues vermarktete. Ein in Fachkreisen berühmter Queue war der „King James“. Ursprünglich für Jim Rempe gefertigt, wurde der Queue mit Gold, Elfenbein, Smaragden, Rubinen und Diamanten verziert. Er wurde für den Neupreis von 20.000 US$ verkauft. Es ist bekannt, dass er zwischenzeitlich für 40.000 US$ weiterverkauft wurde. Gemunkelt wurde auch schon über die Summe von 75.000 US$.